# Echidnophaga oschanini
Echidnophaga oschanini är en loppart som beskrevs av Wagner 1930. Echidnophaga oschanini ingår i släktet Echidnophaga och familjen husloppor. Inga underarter finns listade i Catalogue of Life.